# Caligo idomeneus

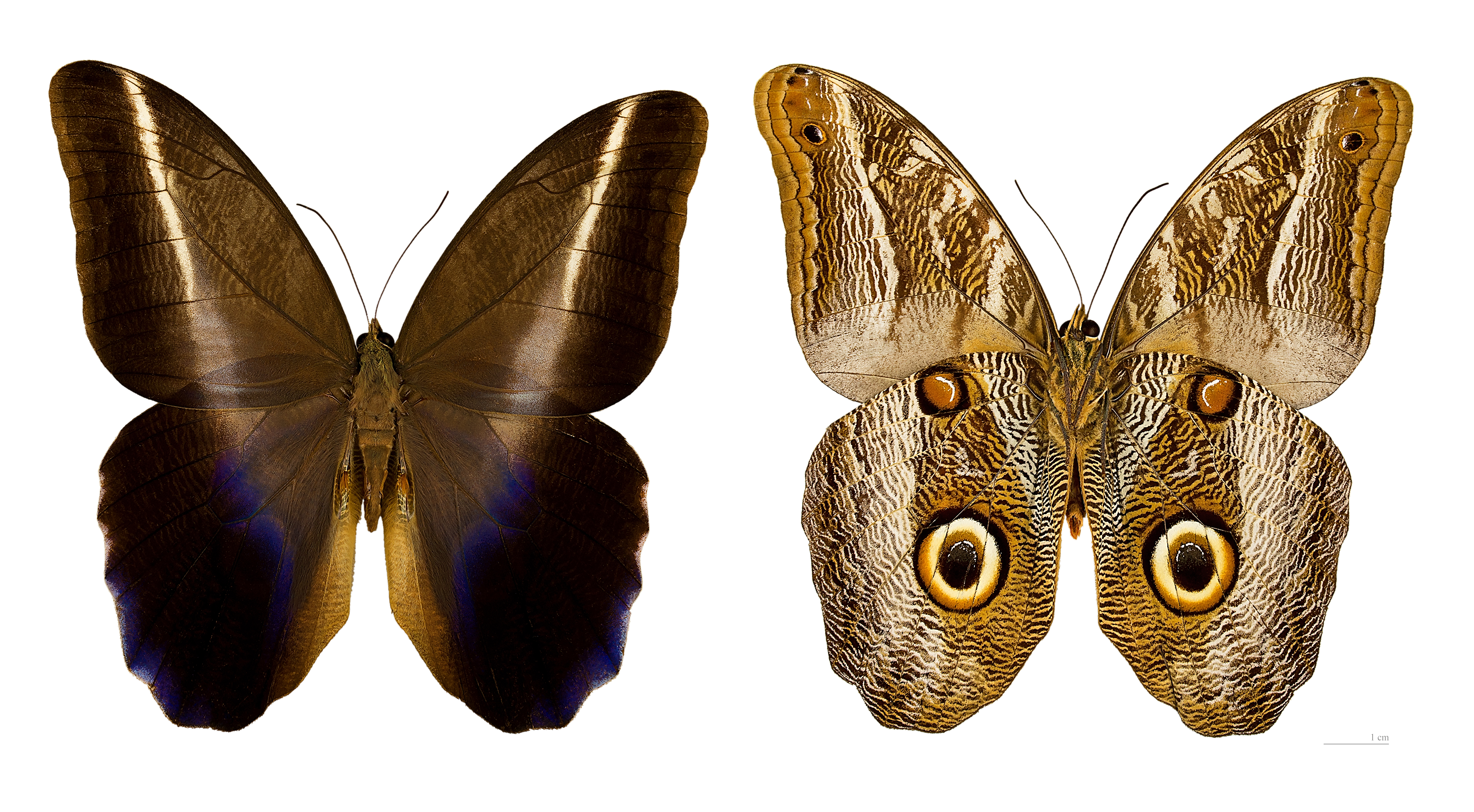
Caligo idomeneus idomeneus

La testa di gufo (Caligo idomeneus (Linnaeus, 1758)) è una specie di farfalla appartenente alla famiglia Nymphalidae, caratterizzata dalle grandi dimensioni e dalle grandi macchie ocellate presenti sulle ali posteriori.